# Antonio Romero (futbolista venezolano)
Antonio Romero (Barinas, Venezuela, 16 de enero de 1997) es un futbolista venezolano que juega como delantero en el Zamora Fútbol Club de la Primera División de Venezuela.

## Trayectoria
Debutó como profesional en ACD Lara teniendo en 2017 la oportunidad de salir al exterior pasando por Sigma Olomouc de República Checa en condición de cedido por un año con opción de compra, en donde anotaría su primer gol en un amistoso contra el Spartak Trnava, el partido terminaría 3-1 a favor del equipo rival. No tuvo oportunidades en este equipo por lo que regresó a su país para jugar en Zamora donde sería campeón en la temporada 2018. 
En 2019 tendría un breve paso por el fútbol de Bélgica pasando por Union Saint-Gilloise. En 2020 volvería al Zamora.

## Selección
Ha sido internacional en 2017 con la Selección sub-20 en 7 ocasiones sin anotar goles.

## Clubes
| Club                              | País            | Año            | PJ | Goles |
| --------------------------------- | --------------- | -------------- | -- | ----- |
| ACD Lara                          | Venezuela       | 2013 - 2017    | 48 | 7     |
| Sigma Olomouc (Cedido)            | República Checa | 2017           | 5  | 0     |
| Zamora FC                         | Venezuela       | 2018 - 2019    | 47 | 17    |
| Union Saint-Gilloise (Cedido)     | Bélgica         | 2019           | 2  | 0     |
| Zamora FC                         | Venezuela       | 2020           | 11 | 2     |
| Once Caldas                       | Colombia        | 2021           | 9  | 0     |
| Hermanos Colmenárez               | Venezuela       | 2021           | 9  | 4     |
| Zamora FC                         | Venezuela       | 2022           | 34 | 11    |
| Unión Comercio                    | Perú            | 2023           | 13 | 2     |
| Portuguesa                        | Venezuela       | 2023           | 15 | 3     |
| Academia Puerto Cabello           | Venezuela       | 2024           | 13 | 1     |
| Zamora FC                         | Venezuela       | 2024           | 13 | 3     |
| Estudiantes de Mérida Fútbol Club | Venezuela       | 2025           | 12 | 4     |
| Zamora FC                         | Venezuela       | 2025- presente | 0  | 0     |

## Palmarés

### Campeonatos nacionales
| Título           | Club   | País      | Año  |
| ---------------- | ------ | --------- | ---- |
| Torneo Apertura  | Zamora | Venezuela | 2018 |
| Primera División | Zamora | Venezuela | 2018 |